# Degermyrtjärnen (Bygdeå socken, Västerbotten, 711992-174268)
Degermyrtjärnen är en sjö i Robertsfors kommun i Västerbotten och ingår i Dalkarlsåns huvudavrinningsområde.